# Lariophagus rufipes
Lariophagus rufipes är en stekelart som beskrevs av Karl-Johan Hedqvist 1978. Lariophagus rufipes ingår i släktet Lariophagus och familjen puppglanssteklar.
Artens utbredningsområde är:
- Tyskland.
- Sverige.

Arten är reproducerande i Sverige. Inga underarter finns listade i Catalogue of Life.